# Hyypii
Hyypii eller Hyypiäjärvi är en sjö i Finland. Den ligger i kommunen Kides i landskapet Norra Karelen, i den sydöstra delen av landet, 300 km nordost om huvudstaden Helsingfors. Hyypii ligger 79,3 meter över havet. Den ligger vid sjön Kiteenjärvi. I omgivningarna runt Hyypii växer i huvudsak blandskog. Den är 6,21 meter djup. Arean är 2,17 kvadratkilometer och strandlinjen är 9,62 kilometer lång. Sjön  ingår i Tohmajokis huvudavrinningsområde. 